# نباتات بوغية

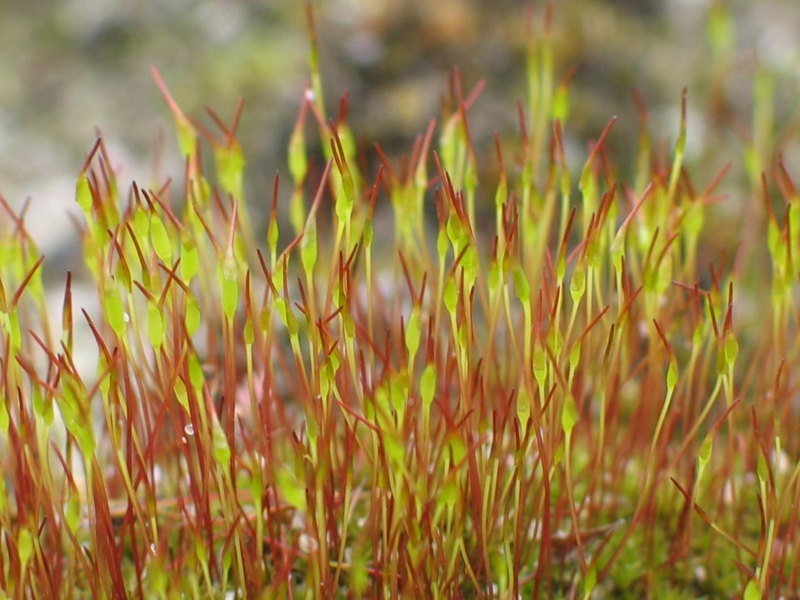
النباتات البوغية التي تنتمي إلى الحزازيات توتولا مورالس (Tortula muralis) الشائعة. في الحزازيات، تكون الأمشاج هي الجيل السائد بينما تتكون البوغيات من المباغي الحاملة للسيقان التي تنمو من حافة الأمشاج

وتتمتع جميع نباتات الأرض وبعض من الطحالب بدورات حياة يتبدل خلالها جيل أمشاج أحادية الصيغة الصبغية بـ بوغيات ثنائية الصيغة الصبغية أو جيل أحد النباتات أو الطحالب التي تشتمل على مجموعة مضاعفة من الكروموسومات. ويوجد طور أو جيل البوغيات متعددة الخلايا في دورة حياة جميع نباتات الأرض وكذلك في في بعض الطحالب الخضراء. بالنسبة لـ كاسيات البذور (Angiosperms) (كاسيات البذور) الشائعة، يقوم جيل البوغيات بتشكيل جميع دورة الحياة تقريبًا (أي النبات الأخضر بالكامل والجذور، إلخ) ما عدا أطوار بنيات التكاثر الصغيرة اللقاح والبذيرة.[بحاجة لمصدر]
وينتج النبات البوغي البوغ (ومن هنا تأتي تسميته بهذا الاسم) وذلك باستخدام الانقسام المنصف. وتتحول هذه البوغيات المنقسمة إلى مشيج (gametophyte). ويكون كل من البوغيات والمشيج الناتج أحادية الصيغة الصبغية مما يعني أنها تشتمل على مجموعة واحدة فقط من الكروموسومات المثلية. ويُنتج المشيج الناضج إما أمشاجا ذكورية أو أنثوية أو (كلاهما) وذلك من خلال الانقسام الفتيلي. وينتج اندماج النباتات الذكورية والأنثوية زيجوت ثنائي الصيغة الصبغية الذي يتحول إلى مشيج جديد. وتعرف هذه الدورة باسم تناوب الأجيال أو تناوب الأطوار.

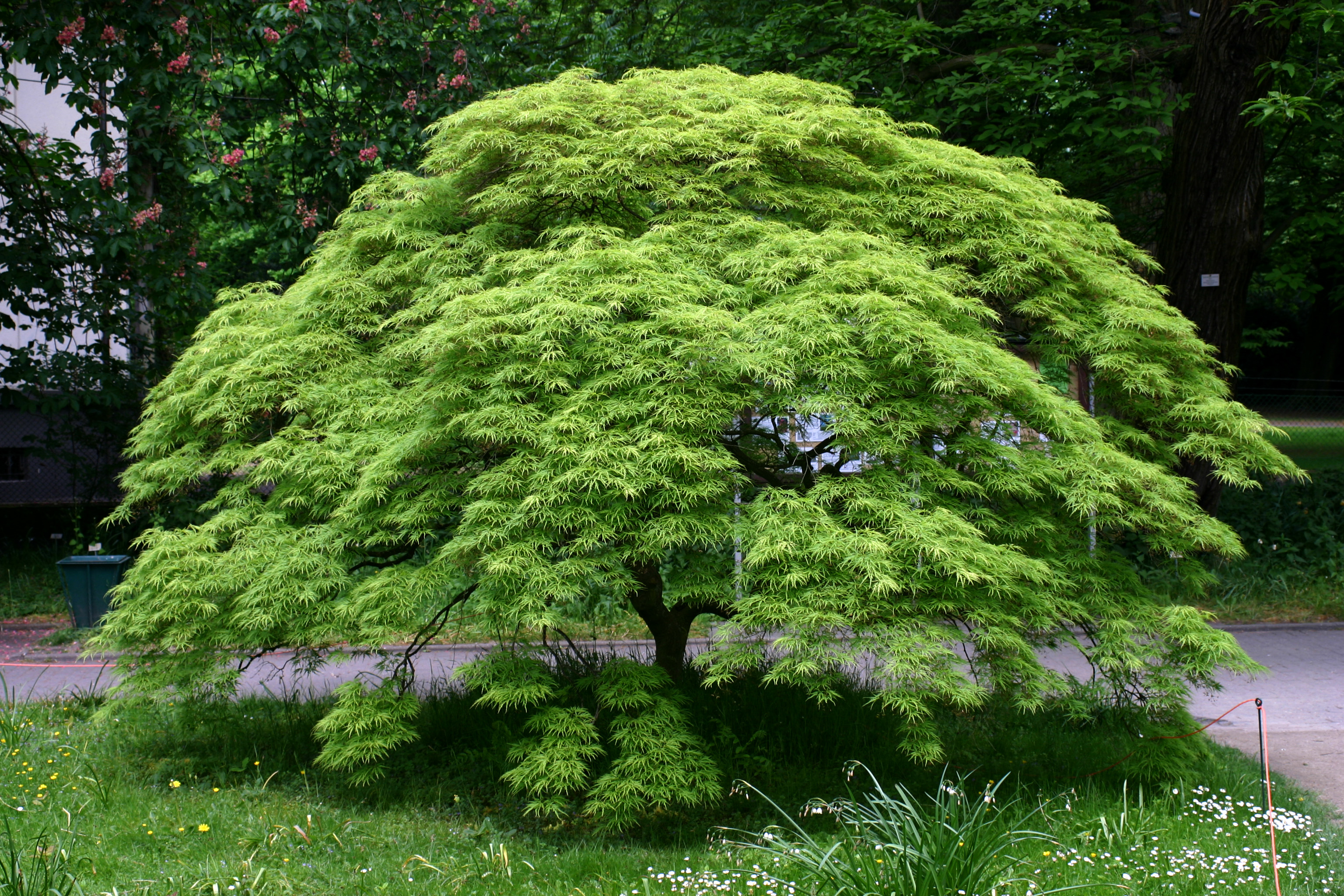
وفي كاسيات البذور، تشكل الأمشاج جميع الجسم متعدد الخلايا ما عدا اللقاح والكيس الجنيني

وفي المسار الطبيعي للأحداث، سوف يحصل كل من الزيجوت والمشيج على مجموعة مضاعفة كاملة من الكرموسومات مرة أخرى. وهناك ثمة استثناء يحدث عندما تندمج الأمشاج ثنائية الصيغة الصبغية وأحادية الصيغة الصبغية مما ينتج عنه أمشاج ثلاثية الصيغة الصبغية التي تكون عقيمة عادة نظرًا لأن تقسيم ثلاث مجموعات من الكروموسومات إلى نصفين يتسبب في إحداث مضاعفات.[بحاجة لمصدر]
تمر الطحلبيات (الحزازيات و المرشانتيات والانتوسيروتيات)بمرحلة أمشاج سائدة يعتمد خلالها نبات البوغي البالغ على الأمشاج للحصول على غذائه. وينشأ الجنين نبات البوغي من الزيجوت داخل العضو الجنسي للأنثى أو عدابة (archegonium) ومن ثم يتغذى في مرحلة تطوره الأولى على الأمشاج.
ونظرًا لأن ميزة تغذية الجنين الخاصة بدورة الحياة تعد شائعة بين جميع النباتات الأرضية، فإنها تعرف مجتمعة بـ الإمبريويات.
```
(Physcomitrella patens)
```

تملك معظم الطحالب (algae) أجيالاً سائدة من الأمشاج بيد أن الأمشاج تتشابه مع نباتات البوغي من حيث الشكل في بعض الأنواع (التماثلية). ويعد النبات البوغي المستقل هو الشكل السائد في جميع الحزازيات القلبية وذنب الخيل والسرخس ونباتات عارية البذور وكاسيات البذور (النباتات المزهرة) التي لا تزال على قيد الحياة حتى وقتنا هذا. وكانت النباتات الأرضية في مراحلها الأولى تشتمل على نباتات بوغي تنتج أبواغًا متماثلة (متماثلة الأبواغ) بيد أن أسلاف عاريات البذور قد عملت على تطوير دورات حياة معقدة للأبواغ المتغايرة كانت تختلف فيها الأبواغ التي تنتج الأمشاج الذكورية والأنثوية من حيث الحجم حيث تميل الأبواغ الضخمة الأنثوية لأن تكون أكبر من حيث الحجم وأقل من حيث العدد من الأبواغ الصغيرة الذكورية.
وخلال فترة العصر الديفوني، نشأ العديد من مجموعات النبات بشكل مستقل ومشتمل على أبواغ متغايرة ومن ثم نشأت عادة الإندوسبوري (endospory) التي كان يتم فيها الاحتفاظ بالأبواغ الضخمة الأحادية داخل المباغات الخاصة بالنبات البوغي الأب بدلاً من الانطلاق بحرية داخل البيئة كما هو الحال في النباتات السالفة. وتشتمل هذه الأبواغ الضخمة داخلها على أمشاج أنثوية مصغرة متعددة الخلايا إلى جانب الأعضاء الجنسية الأنثوية أو الأرتشيجونيا التي تشتمل على الخلايا اليبضية التي تم تخصيبها من خلال الحيوان المنوي الذي يسبح بحرية والناتج من خلال الأمشاج الذكورية التي توجد في شكل ما قبل حبوب اللقاح. ويتطور الزيجوت الناتج خلال جيل الأبواغ التالي بينما يظل في إطار مرحلة ما قبل تكوين البذيرة وهي عبارة عن البوغ الأنثوي الكبير الأحادي أو البوغ الضخم الذي يوجد في المباغي أو النيوسيلة المعدلة الخاصة بنبات البوغ الأبوي. ولقد كان تطور الأبواغ المغايرة والأبواغ الداخلية من بين الخطوات الأولى في تطور بذور النوع الذي ينتج من خلال النباتات عارية البذور وكاسيات البذور اليوم.